# ラファエル・パスカル
ラファエル・パスカル（Rafael Pascual Cortés, 1970年3月16日 - ）は、スペインの元男子バレーボール選手。元スペイン代表。

## 来歴
マドリード出身。1993年、スペインリーグのCVアルメリアからイタリア・セリエAに渡る。1995年から2000年まで在籍したクーネオでは、コッパ・イタリア、イタリア・スーパーカップでそれぞれ2度の優勝に貢献するなど、クーネオの中心選手として活躍。セリエAで3度のベストスコアラー賞（1995年、1997年、1999年）を獲得した。
1990年代後半から2000年代にかけて、スペイン代表のエースとして活躍し、1992年バルセロナオリンピック、2000年シドニーオリンピックに出場。1998年世界選手権ではMVPとベストスコアラー賞を受賞、1999年ワールドカップでもベストスコアラー賞を受賞した。
37歳で出場した2007年欧州選手権ではナショナルチームのキャプテンを務め、初優勝を経験。ヨーロッパチャンピオンとして8年ぶりに同年ワールドカップに出場した。

## 球歴
- オリンピック - 1992年（8位）、2000年（9位）
- 世界選手権 - 1998年（8位）、2002年（13位）
- ワールドカップ - 1999年（6位）、2007年（5位）
- ワールドリーグ - 1995年、1996年、1997年、1998年、1999年、2000年、2001年、2002年、2003年、2004年
- 欧州選手権 - 2005年（4位）、2007年（優勝）

## 所属クラブ
- ボンベロス・バルセロナ （1988-1990年）
- グラナダ （1990-1991年）
- グラン・カナリア （1991-1992年）
- CVアルメリア （1992-1993年）
- Banca di SS - F.O.S. S. Antioco （1993-1995年）
- クーネオVBC （1995-2000年）
- パナソニックパンサーズ （2000-2001年）
- トップ・ラティーナ （2001-2002年）
- スタッド・ポワトヴァン （2001-2002年）
- ペルージャ・バレー （2002-2003年）
- ディナモ・モスクワ （2003-2004年）
- Teleunit Gioia del Colle （2004-2005年）
- パナシナイコス （2005-2006年）
- Los Playors （2005-2006年）
- カッリポ・ヴィボ・ヴァレンツィア （2005-2006年）
- Materdomini Volley.it Castellana Grotte （2006-2008年）
- CSKAソフィア （2008-2009年）
- ASオラニエ・ナッサウ （2009-2011年）